# Zehntweg
Zehntweg ist ein Ortsteil im Stadtteil Schildgen von Bergisch Gladbach.

## Geschichte
Der Siedlungsname Zehntweg ist identisch mit dem historischen Verkehrsweg,  der im Urkataster als Zehntweg von Schildgen nach Nittum verzeichnet ist.

## Etymologie
Der Name leitet sich vom mittelhochdeutschen zehente (= der zehnte Teil, besonders als Abgabe von Vieh und Früchten) her. Er bezog sich auf die am Weg liegenden Ackergüter, die ihre Zehntabgaben an die Grundherrschaft Strauweiler zu entrichten hatten.